# Круглов, Николай Константинович
Никола́й Константи́нович Кругло́в (род. 31 января 1950, Красный Мыс, Балахнинский район, Горьковская область) — советский биатлонист, двукратный олимпийский чемпион, трёхкратный чемпион мира.
Заслуженный мастер спорта СССР (1975). Выступал за Вооружённые Силы СССР (Горький).

## Биография
Родители умерли рано: без отца остался в шесть лет, без матери — в 11. Воспитывался братом Александром.
В юношеском возрасте, а затем в армии занимался лыжным спортом. Когда служил в войсках ПВО в Уральском округе, впервые попробовал биатлон.
После армии приехал в Горький, стал работать на заводе «Красное Сормово». При этом продолжал заниматься биатлоном в ЦС «Труд». Через «профсоюзы» отобрался в сборную СССР.
В 1974 и 1975 — становился чемпионом мира, а в 1976 стал двукратным олимпийским чемпионом.
Закончил Государственный институт физической культуры им. П. Ф. Лесгафта (1976). Работал тренером ВС по биатлону, преподавателем кафедры физической подготовки ГВЗРКУ ПВО. Заслуженный тренер России. Подполковник в отставке.
В настоящее время (на 2010 год) — старший тренер ДЮС клуба «Нижегородец».
Сын — Николай Круглов-младший, тоже успешный биатлонист.

### Достижения
- Двукратный олимпийский чемпион 1976 — в 20 км и эстафете.
- Чемпион Мира 1974 (эстафета), 1975 (10 км), 1977 (эстафета). Серебряный (1975 — индивидуальная гонка на 20 км и эстафета 4х7,5 км, 1977 — спринт на 10 км) и бронзовый (1976 — спринт на 10 км, 1979 — эстафета 4х7,5 км) призёр чемпионатов мира.
- Чемпион СССР в личном первенстве и в эстафете (1973—1975).

Награждён орденом «Знак Почёта» (1976). «Почетный гражданин города Нижнего Новгорода» (2007).